# قتل یک گربه
قتل یک گربه (به انگلیسی: Murder of a Cat) فیلمی محصول سال ۲۰۱۴ و به کارگردانی جیلیان گرین است. در این فیلم بازیگرانی همچون فران کرانتس، نیکی رید، جی. کی. سیمونز، بلایث دانر، گرگ کینر، لئوناردو نام، تد ریمی و دیلیپ رائو ایفای نقش کرده‌اند.